# Slag bij Chaeronea (86 v.Chr.)
De Tweede Slag bij Chaeronea vond in 86 v.Chr. plaats bij de stad Chaeronea in westelijk Boeotië tussen de Romeinen en een leger uit Pontus. De Romeinse troepen werden door Sulla, de Pontische troepen door Archelaüs, de veldheer van Mithridates VI, aangevoerd.

## Voorgeschiedenis
Op grond van de uitbuiting van de Romeinse provincie Asia (westkust van Turkije) door de Romeinse publicani kwam het in Klein-Azië tot een opstand. Op bevel van Mithridates werden in 88 v.Chr. ongeveer 80.000 Italiërs gedood (de zogenaamde Vesper van Efese). Daarop bevonden zich grote delen van Griekenland in opstand tegen Rome.
Na aanvankelijke geschillen met de Romeinse Senaat, die eerst Gaius Marius als bevelhebber inzette, kon Sulla zich laten gelden, doordat hij zijn troepen Rome liet binnenmarcheren. Met zijn leger heroverde hij vervolgens Griekenland (bestorming van Athene in 86 v.Chr.).

## Afloop
Bij Chaeronea kwam het tot een slag tegen de door Mithridates uitgezonden Archelaüs. Het was voor de Pontische ruiters en strijdwagens niet mogelijk, de Romeinse legioenen op de gebruikelijke manier in hun flank aan te vallen. Sulla had daarom brede geulen laten graven om een omtrekkende beweging van de zware infanterie te verhinderen. Bij een frontale strijd waren de gedisciplineerde Romeinen de Pontische voetsoldaten duidelijk de baas. De Romeinen overwonnen ondanks de numerieke overmacht van de tegenstander. Archelaüs kon met ongeveer 10.000 Pontische soldaten naar Chalkis ontkomen.
Sulla sloot met Mithridates echter reeds in 85 v.Chr. de vrede van Dardanos, om naar Rome te kunnen terugkeren.